# Franco Ossola
Franco Ossola (Varese, Lombardía, 23 de agosto de 1921-Turín, 4 de mayo de 1949) fue un futbolista italiano. Se desempeñaba en la posición de delantero. Fue uno de los futbolistas que fallecieron en la Tragedia de Superga.

## Clubes
| Club         | País   | Año       |
| ------------ | ------ | --------- |
| A. S. Varese | Italia | 1938-1939 |
| Torino F. C. | Italia | 1939-1949 |

## Palmarés

### Campeonatos nacionales
| Título      | Club         | País   | Año     |
| ----------- | ------------ | ------ | ------- |
| Serie A     | Torino F. C. | Italia | 1942-43 |
| Copa Italia | Torino F. C. | Italia | 1942-43 |
| Serie A     | Torino F. C. | Italia | 1945-46 |
| Serie A     | Torino F. C. | Italia | 1946-47 |
| Serie A     | Torino F. C. | Italia | 1947-48 |
| Serie A     | Torino F. C. | Italia | 1948-49 |